# Carl Gustaf Tessin
Hrabě Carl Gustaf Tessin (5. září 1695, Stockholm – 7. ledna 1770, zámek Åkerö) byl švédský hrabě a politik a syn architekta Nicodema Tessina mladšího a Hedvigy Eleonory Stenbockové. Byl nejvýznamnějším představitelem francouzské kultury ve Švédsku. Také byl často považován za dobrého řečníka.
Svou kariéru zahájil v roce 1723 a rychle se proslavil svou výmluvností a diplomatickými schopnostmi. V roce 1725 byl jmenován velvyslancem ve Vídni a po svém návratu se stal prominentem ve stavovském Riksdagu, kde byl součástí opozice. Od roku 1739 do roku 1742 působil jako velvyslanec ve Francii a dokázal jako velvyslanec zlepšit francouzsko-švédské vztahy; během svého působení byl považován za přítele francouzské monarchie.
Během svého působení ve Versailles byl známý svou podporou kultury. Sponzoroval mnoho umělců a hudebníků. Po návratu do Stockholmu pokračoval ve své práci ve své rodné zemi a vybudoval jednu z největších švédských uměleckých sbírek; jeho umělecká sbírka se spolu se sbírkou jeho krále Gustava III. stala původním jádrem sbírky švédského Národního muzea.
Carl Gustaf Tessin zemřel na svém venkovském panství Åkerö v roce 1770; během svého života velmi přispěl k rozvoji švédské kultury.

## Biografie

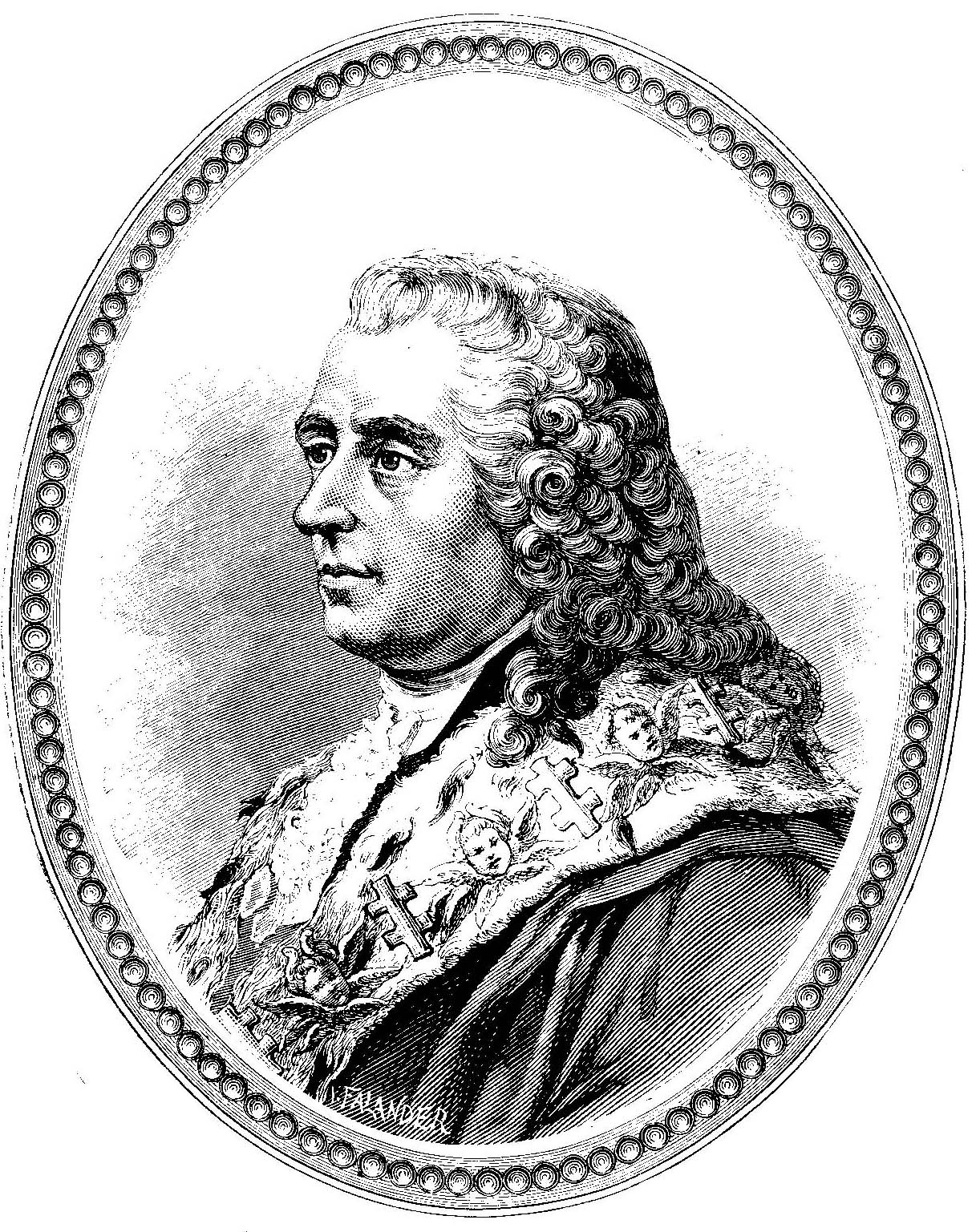
Carl Gustaf Tessin

Carl Gustaf Tessin se narodil ve Stockholmu. Rodina jeho otce byla měšťanská, zatímco matka byla původem šlechtična; jedna z jeho praprababiček z matčiny strany se narodila jako brunšvicko-lüneburská princezna-vévodkyně. Kvůli jeho ne zcela šlechtickému původu ho někteří považovali za „odpad“ a prospěcháře. Na druhé straně někteří členové jeho rodiny z otcovy strany prokázali velký umělecký, estetický a politický talent. V roce 1727 se oženil s Ulrikou Sparreovou.
Svou kariéru zahájil v roce 1723, v té době byl členem holštýnské frakce, která prosazovala nároky mladého vévody Karla Fridricha Holštýnského na švédský trůn. V roce 1725 byl Tessin jmenován velvyslancem ve Vídni a v této funkci se postavil proti plánům švédského kancléře hraběte Arvida Horna na připojení k protiruské Hannoverské alianci.
V letech 1726, 1727 a 1731 se ostře postavil proti vládě a jeho vtip, výmluvnost a impozantní přítomnost z něj udělaly jednoho z předních protagonistů strany, která byla následně známá jako „Klobouky“. V letech 1735 až 1736 byl opět švédským velvyslancem ve Vídni. Roku 1738 byl zvolen maršálem stavovského Riksdagu a přispěl více než kdokoli jiný ke svržení administrativy Arvida Horna téhož roku.

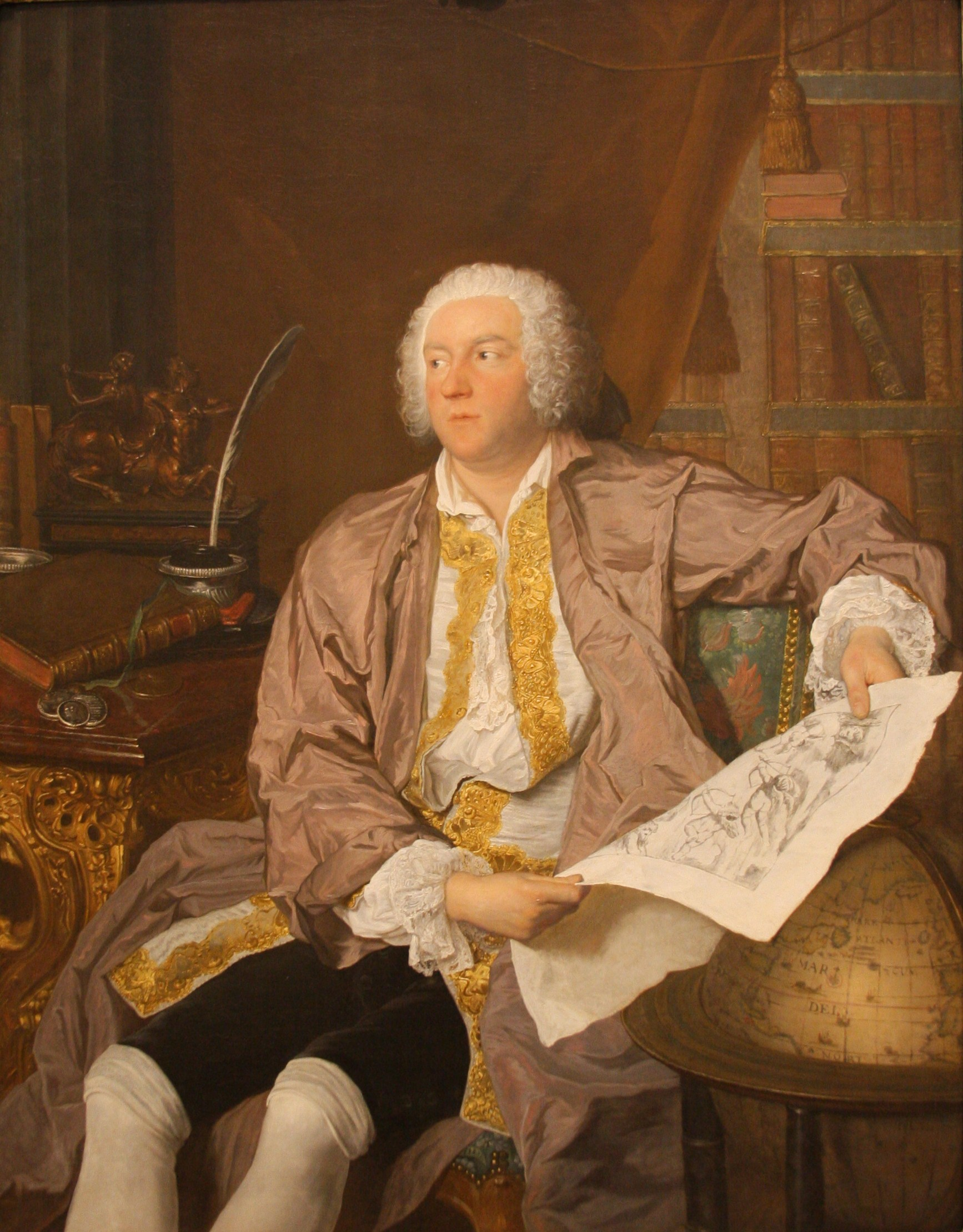
Obraz hraběte Tessina od francouzského malíře Jacquese-Andé Aveda

Následně si pro sebe zvolil post mimořádného velvyslance v Paříži a v letech 1739 až 1742 obnovil tradiční spojenectví mezi Francií a Švédskem, které bylo na více než šedesát let přerušeno. V roce 1743 se Tessin během zvláštní mise v Kodani pokusil urovnat dlouho přetrvávající neshody mezi Švédskem a Dánskem.
V roce 1744 byl vyslán do Berlína, aby do Stockholmu doprovodil sestru Fridricha II. Velikého Luisu Ulriku, nevěstu švédského korunního prince Adolfa Fridricha. Podařilo se mu vymanit korunního prince z vlivu ruské císařovny Alžběty Petrovny, čímž v podstatě přispěl k udržení nezávislosti Švédska.
V roce 1741 byl zvolen členem Královské švédské akademie věd. V letech 1746 až 1752 byl předsedou kancléřství, jak se tehdy říkalo švédskému premiérovi. U příležitosti korunovace v roce 1752 rezignoval na premiérský úřad a v roce 1754 také na guvernérství mladého korunního prince Gustava a zbytek dnů strávil na svém panství na zámku Åkerö, kde zemřel.
Dostal L'Ordre de l'Harmonie.

## Umělecká sbírka
Carl Gustaf Tessin byl také sběratelem umění. Během své mise v Paříži koupil mnoho obrazů a kreseb, včetně 2 000 kreseb v roce 1741 na slavné aukci bývalé sbírky Pierra Crozata. Jelikož byl po návratu do Švédska silně zadlužený, musel část své sbírky prodat tehdejšímu králi Adolfu I. Fridrichovi, který ji daroval královně Luise Ulrice. Část jeho umělecké sbírky je nyní ve švédském Národním muzeu.
Sbírka byla vystavena v New Yorku v Morgan Library & Museum na expozici „Poklady ze švédského Národního muzea: Sbírky hraběte Tessina“.

## Hlavní Tessinova díla
- Tessin och Tessiniana, autobiografické výňatky z Tessinových objemných rukopisných Pamětí ve 29 svazcích.
- K. G. Tessins Dagbok, další výňatky z téhož.
- En gammal mans bref til en ung Prins.